# كونشرتو

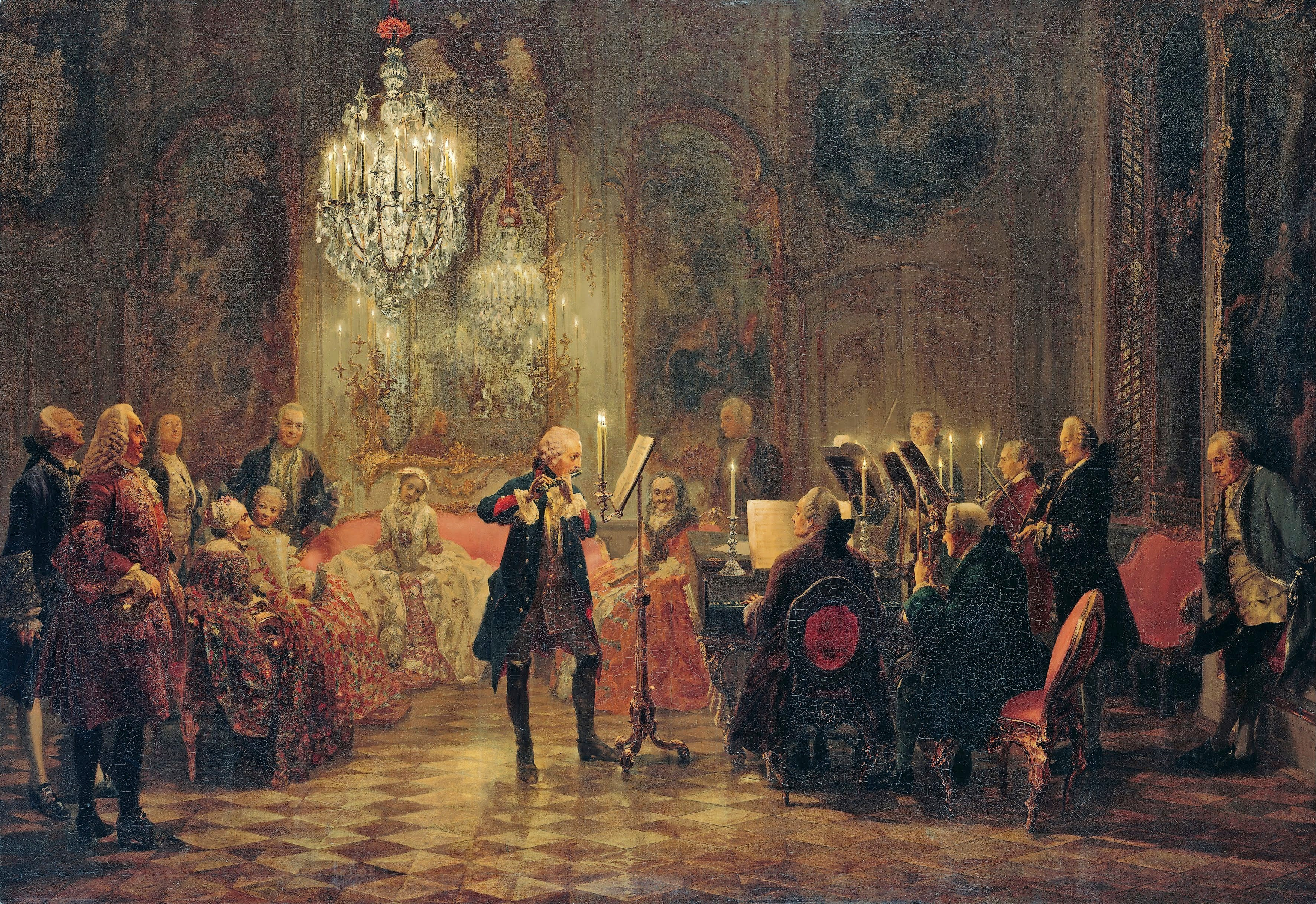

الكونشرتو (Concerto) تأليف موسيقي غربي كلاسيكي.
هو صنف من التأليف الموسيقي وضع لآلة واحدة أو لعدة آلات مرافقة الفرقة الموسيقية، أي تقوم آلة أو آلتان أو ثلاث بأداء الدور الرئيسي، أما الفرقة فتكون مرافقة فقط. جاءت كلمة كونشرتو من الكلمة اللاتينية (كونسرتار) والكلمة الفرنسية (كونسرفاتوار) وتعني بذل الجهد أو الكفاح أو من كلمة (كونستوس) وتعني اشتراك عدة أصوات معاً. وقد برز هذا الصنف في عصر الباروك (1600-1750) ومهَّد لما ستكون عليه الموسيقى لاحقا والتي تحل محل الصوت البشري.
لقد أبدع أعلام الموسيقى في التأليف لهذه الصبغة الفنية وكتبوا عددا من مؤلفاتهم التي قدمت على المسارح وما تزال إلى حد الآن. وقد برز عازفون مبدعون لأداء هذا اللون من التأليف الموسيقي ولمختلف الآلات الموسيقية.

## أنواع الكونشرتو
الكونشرتو على نوعين:
كونشرتو الآلة الواحدة أو المنفرد: كونشرتو الكمان بمرافقة الفرقة الموسيقية أو كونشرتو الفلوت بمرافقة الفرقة الموسيقية وهو يكون الدور الرئيسي لهذه الآلات (الكمان أو الفلوت).
الكونشرتو الكبير : مؤلفة موسيقية لأكثر من آلة واحدة بمرافقة الفرقة الموسيقية حيث تلعب كل آلة دورا بارزا في هذا العمل الموسيقي، أما الفرقة فهي مرافقة فقط.

## أجزاء الكونشرتو
تتألف الكونشرتو من ثلاثة أجزاء:
1. الجزء الأول: (ALEGRO) وهو أهم الأجزاء الثلاثة وأطولها ويكون عادة سريعا.
2. الجزء الثاني: (ANDANTI) وهو لحن عاطفي هادئ الحركة يقترب من شكل الأغنية.
3. الجزء الثالث: (PRITESIMO) وهو الأخير، يكون بأسلوب اللحن السريع والذي يبرز فيه العازف المنفرد في الأدوار السريعة الإيقاع كمل قدراته الأدائية. وفي هذا المقطع تظهير (الكاونزا) وهي مقطع موسيقي ينفرد به العازف من دون مرافقة الفرقة ويظهر فيه كل طاقته الإبداعية ثم تختم الفرقة مع العازف المقطوعة.

## عازفون مشهورون

### قرن 19
- جين سيبيليوس

### قرن 20
- آمي بيتش
- زبينيك فوستراك (Zbynek Vostrak)
- ويليام الوين (William Alwin)

### قرن 21
- جون هولاند ثو (John Holland Thow )
- جوزيف هالامان (Joseph Hallman)